# Ретичелла

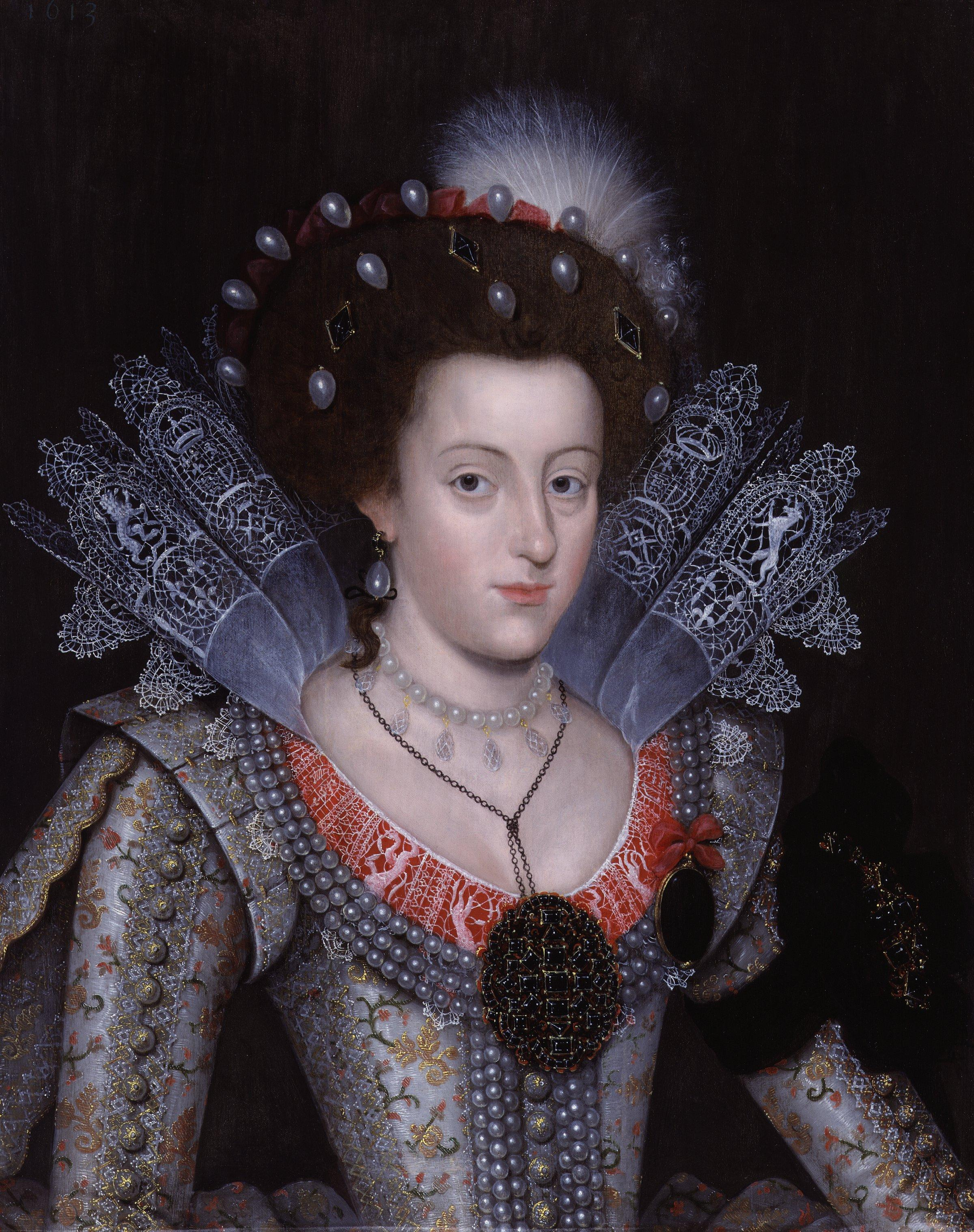
Королева Елизавета Богемская в платье с воротником медичи в технике ретиччелла с изображением английского королевского герба неизвестный художник, 1613 год, Национальная портретная галерея (Лондон)

Ретичелла, также ретичелло (итал. reticello, фр. point coupé, фр. point couppe) — игольчатое кружево периода XV века, которое оставалось популярным до первой половины XVII века.
Ретичелла изначально было видом техники Ришелье, в которой вырезается фрагмент холста, а оставшаяся «сеточка» (итал. reticello) заполняется кружевом, в основном петельным швом. В более поздний период ретичелла выполнялось не по тканевой основе, а по нитяной.
Характерным для этого узора является сочетание кругов, треугольников, квадратов с арчатыми или зубчатыми краями.

## История
Кружево поминается впервые в 1493 году как точка переделки в акте о разделе имущества между Анжелой и Ипполитой Сфорца Висконти .
Книги с узорами ретичелла, созданными Федерико Де Винчоло (Франция, 1587 год) и Чезаре Веччелио (Италия, создано, вероятно, в 1590 году, напечатано в 1617 году) были популярны и часто переиздавались.
Позже ретичелла трансформировался в узор «пунто ин ариа».

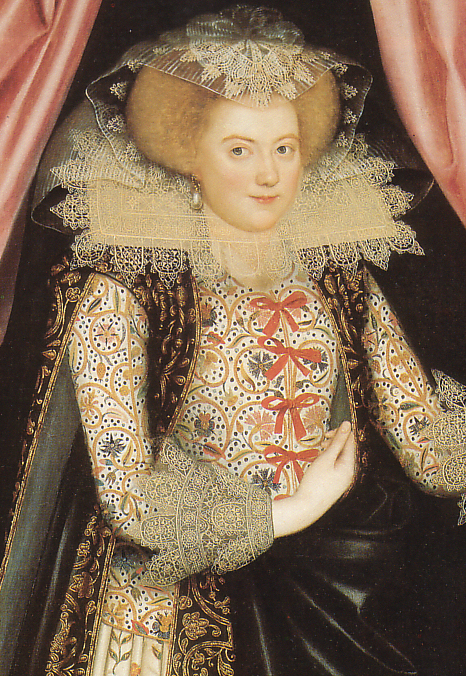
Английская женщина в платье с воротником в технике ретичелла и с накрахмаленными жёлтыми манжетами, ок 1614-1618
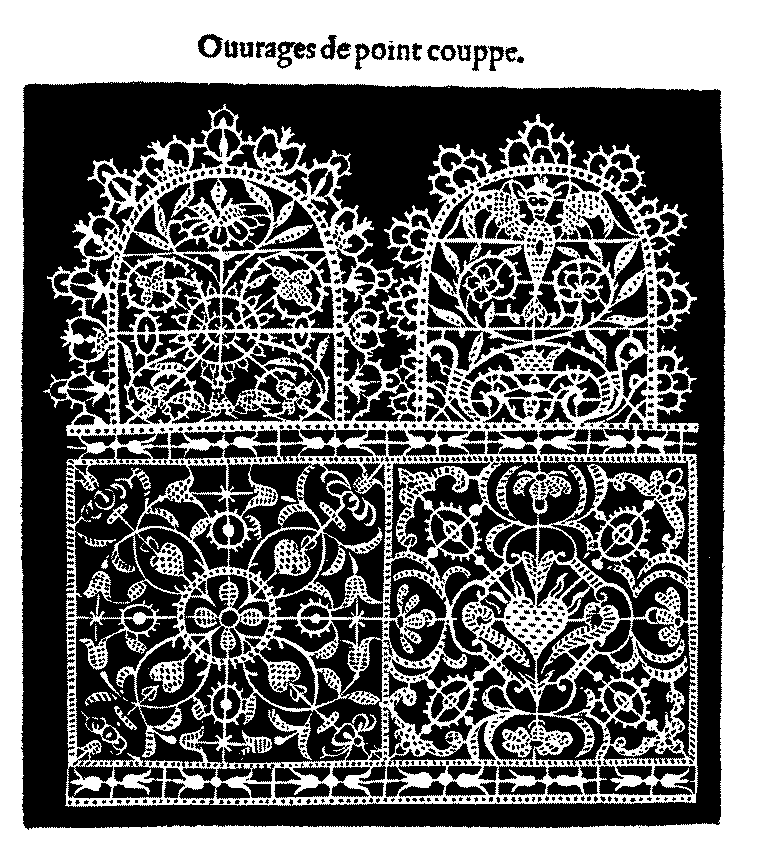
Узор ретичелла или point couppe из книги Винчоло Les Singuliers et Nouveaux Pourtaicts, 1609 год, репринт издания 1587 года.

## Особенности
В ретичелло почти все нити не продеты и обрезаны, кроме тех, которые через промежутки служат для образования сетки, в которой строятся орнаментальные мотивы. В результате получается тонкая клетчатая сетка, пронизывающая тонкую плотную льняную ткань, украшенная серией рисунков: цветы, круги, ромбы.